# مكتب الأمم المتحدة للشؤون القانونية
مكتب الأمم المتحدة للشؤون القانونية هو مكتب تابع للأمم المتحدة يديره حالياً وكيل الأمين العام للشؤون القانونية والمستشار القانوني للأمم المتحدة ميغيل دي سيربا سواريس ‏.
تم إنشاء المكتب في عام 1946، وتتجلى مهامه في تقديم خدمة قانونية مركزية موحدة للأمانة العامة والأجهزة الرئيسية وغيرها من أجهزة الأمم المتحدة، بالإضافة للمساهمة في التطوير التدريجي للقانون الدولي العام والتجاري وتدوينه. وعملاً بالمادة 102 من ميثاق الأمم المتحدة، يحرر مكتب الشؤون القانونية وينشر ويعمل كجهة إيداع للمعاهدات الدولية.كما يعمل المكتب على تعزيز تقوية النظام القانوني الدولي للبحار والمحيطات وتنميته وكذلك التنفيذ الفعال له.

## الهيكلة
يتكون المكتب من ستة أقسام:
1. مكتب المستشار القانوني (OLC)
2. القسم القانوني العام (GLD)
3. قسم التدوين (COD)
4. قسم شؤون المحيطات وقانون البحار (DOALOS)
5. قسم القانون التجاري الدولي (ITLD)
6. قسم المعاهدات.